# FIAR
 (août 2024).
La mise en forme du texte ne suit pas les recommandations de Wikipédia : il faut le « wikifier ».
Les points d'amélioration suivants sont les cas les plus fréquents. Le détail des points à revoir est peut-être précisé sur la page de discussion.
- Les titres sont pré-formatés par le logiciel. Ils ne sont ni en capitales, ni en gras.
- Le texte ne doit pas être écrit en capitales (les noms de famille non plus), ni en gras, ni en italique, ni en « petit »…
- Le gras n'est utilisé que pour surligner le titre de l'article dans l'introduction, une seule fois.
- L'italique est rarement utilisé : mots en langue étrangère, titres d'œuvres, noms de bateaux, etc.
- Les citations ne sont pas en italique mais en corps de texte normal. Elles sont entourées par des guillemets français : « et ».
- Les listes à puces sont à éviter, des paragraphes rédigés étant largement préférés. Les tableaux sont à réserver à la présentation de données structurées (résultats, etc.).
- Les appels de note de bas de page (petits chiffres en exposant, introduits par l'outil «  Source ») sont à placer entre la fin de phrase et le point final[comme ça].
- Les liens internes (vers d'autres articles de Wikipédia) sont à choisir avec parcimonie. Créez des liens vers des articles approfondissant le sujet. Les termes génériques sans rapport avec le sujet sont à éviter, ainsi que les répétitions de liens vers un même terme.
- Les liens externes sont à placer uniquement dans une section « Liens externes », à la fin de l'article. Ces liens sont à choisir avec parcimonie suivant les règles définies. Si un lien sert de source à l'article, son insertion dans le texte est à faire par les notes de bas de page.
- La présentation des références doit suivre les conventions bibliographiques. Il est recommandé d'utiliser les modèles {{Ouvrage}}, {{Chapitre}}, {{Article}}, {{Lien web}} et/ou {{Bibliographie}}. Le mode d'édition visuel peut mettre en forme automatiquement les références.
- Insérer une infobox (cadre d'informations à droite) n'est pas obligatoire pour parachever la mise en page.

Pour une aide détaillée, merci de consulter Aide:Wikification.
Si vous pensez que ces points ont été résolus, vous pouvez retirer ce bandeau et améliorer la mise en forme d'un autre article.
La société FIAR -Fabbrica Italiana Apparecchiature Radioelettriche S.p.A., connue sous le simple acronyme FIAR SpA, est une entreprise italienne du secteur électronique active dans la construction d'équipements professionnels à usage civil et militaire, un constructeur d'avionique et de radars. Le radar de l'avion de combat multirôle biréacteur européen, à ailes delta, Eurofighter contient sa technologie.

## Histoire
En 1941, la CGE - Compagnia Generale di Elettricità S.p.A. rachète la société FAR - Fabbrica Apparecchi Radiofonici S.p.A. et la renomme FIAR - Fabbrica Italiana Apparecchiature Radioelettriche S.p.A.,.
L'activité de FIAR consistait initialement à produire des postes de radio à usage domestique sous sa marque dans une usine située dans le quartier de Vialba de la capitale lombarde. 
Peu après la fin de la Seconde Guerre mondiale, en 1946, FIAR rachète l'usine italienne Telefunken de Baranzate,. Durant les années du Plan Marshall, les compétences techniques acquises ont permis de lancer, en 1953, une ligne de production de téléviseurs dans l'usine de Baranzate. Les productions militaires, qui avaient cessé avec la fin du conflit mondial, ont repris au plus fort de la guerre froide avec le développement de la technologie des radars. FIAR SpA va se développer fortement dans le secteur militaire et dans le secteur civil avec la fourniture de répéteurs de télévision à la Rai − Radiotelevisione Italiana S.p.A. et le développement des secteurs spatial et électro-optique. En 1953, FIAR crée le radar de conduite de tir AA N3 MK7 dans l'usine de Vialba, À l'époque, la société employait 600 salariés, passés à plus de 2 000 dans les années 1960.
Dans les premières années de l'ère spatiale, une partie des investissements de FIAR a été orientée dans ce secteur innovant en concevant des sous-systèmes de puissance pour les satellites et des synthétiseurs de fréquence pour les répéteurs embarqués. En 1969, FIAR occupe le premier poste de maître d’œuvre du transpondeur satellite ELDO-F9. 
En 1967, le groupe CGE - Compagnia Generale di Elettricità S.p.A. vend ses activités d'électronique grand public à AEG-Telefunken et la partie restante de FIAR - défense et espace - est intégrée, devenant la division électronique professionnelle du groupe,,. Parallèlement, la FIAR renforce ses compétences dans le domaine militaire avec la production, en coopération avec l'entreprise américaine Raytheon, du système de missile HAWK et lance la conception du nouveau radar embarqué du chasseur Aeritalia F-104S Starfighter avec la participation de Rockwell International.
En 1976, premier bilan annuel négatif pour CGE-FIAR ; c'est le début d'une période de manque de rentabilité qui va durer jusqu'en 1981. En 1978, la CGE met en œuvre un plan de réorganisation d'entreprise qui aboutit à la transformation de la CGE en holding et la création de 3 nouvelles sociétés chef de groupe, parmi lesquelles FIAR-Fabbrica Italiana Apparecchiature Radioelettriche S.p.A., qui intègre toutes les activités électroniques. La restructuration va conduire la société à avoir six lignes de produits : systèmes avioniques, grandes installations, systèmes de défense aérienne, électro-optique, composants satellites et systèmes d'automatisation industrielle.
En 1980, la nouvelle société FIAR S.p.A. est rachetée (81 %) par la Società Elettro Telefonica Meridionale SpA, société contrôlée par le groupe suédois Ericsson. La société est à nouveau réorganisée et, après une rapide progression de la production et des investissements, l'effectif passe de 943 en 1982 à 1 215 en 1988. La direction décide alors de structurer l'activité en trois divisions : défense, espace & automatisation et soutien logistique. En 1985, la société FIAR SpA est cotée à la Bourse de Milan. 
En 1987, la société Sabaudia Finanziaria, appartenant au groupe CIR-De Benedetti , entre dans l'actionnariat de FIAR SpA avec une participation de 9,5 %, revendue après un an seulement,. Deux ans plus tard, en 1989, le groupe public Finmeccanica prend une participation de 12,0 % dans le capital de FIAR SpA. La même année, FIAR SpA prend une participation majoritaire dans la société Inelco-Erisys SpA du groupe Sopaf, le plus grand fabricant italien de systèmes de sécurité professionnels.
La holding publique Finmeccanica est devenue l'actionnaire majoritaire de FIAR en 1992, avec 52,0 %. Elle transforme l'entreprise milanaise en unité stratégique de sa division avionique et équipements Alenia Difesa, avec la cession à cette dernière, en 1998, de toutes les activités liées,. Depuis lors, la production de FIAR concerne principalement les systèmes électroniques, les technologies de l'information, la robotique industrielle, les systèmes de sécurité et d'automatisation industrielles et le contrôle environnemental.
En 2003, FIAR SpA, devenue une filiale de Finmeccanica, intègre Galileo Avionica, une société qui, par le biais de divers processus de fusions et acquisitions, a fusionné avec Selex Galileo, Selex ES du groupe Leonardo-Finmeccanica.

## Informations et données
La société FIAR - Fabbrica Italiana Apparecchiature Radioelettriche S.p.A. a est une société du groupe public Finmeccanica, dont le siège social est à Milan avec des sites de production à Milan et Baranzate, spécialisée dans la production d'équipements et de systèmes électroniques à usage civil professionnel et militaire.
En 2002, dernière année d'existence de l'entreprise avant son intégration dans la division Galileo Avionica du groupe Finmeccanica, elle employait 530 salariés, a réalisé un chiffre d'affaires de 81,5 millions d'€uros et un bénéfice net de 3,8 millions.

### Liens exterieurs
- (it) FIAR Milano consulté le 14 août 2024